# Terex
Terex Corporation (Терекс) — американская компания, производитель строительной и иной промышленной техники. Этой корпорации принадлежит около 50 заводов в Северной и Южной Америке, Европе, Азии и Австралии.
В августе 2015 года было объявлено о слиянии путём обмена акций компании Terex с финским производителем грузоподъемной техники Konecranes. Планировалось, что слияние произойдёт в первой половине 2016 года.

## История
Компания была создана в 1925 году в качестве подразделения General Motors. Первые производственные мощности компании появились в 1957 году в городе Гудзон, штат Огайо. С 1980 года Terex стала независимой компанией.
В период с 1995 года по 1999 год компания купила ряд компаний-производителей строительной техники из США, Европы и Австралии. В 1990-х годах в состав холдинга вошли: PPM, American Crane, Peiner, Gru Comedil S.r.l., Franna, Princeton и Kooi. А в 2002 году, после покупки немецкой Demag, компания заняла третье место в мире по выпуску башенных кранов.

## Деятельность
Продукция Terex включает в себя широкую линейку машин и оборудования для дорожно-строительной, горнодобывающей, нефтедобывающей, транспортной, перерабатывающей промышленности, а также коммунального хозяйства. Она реализуется более чем в 170 странах мира.

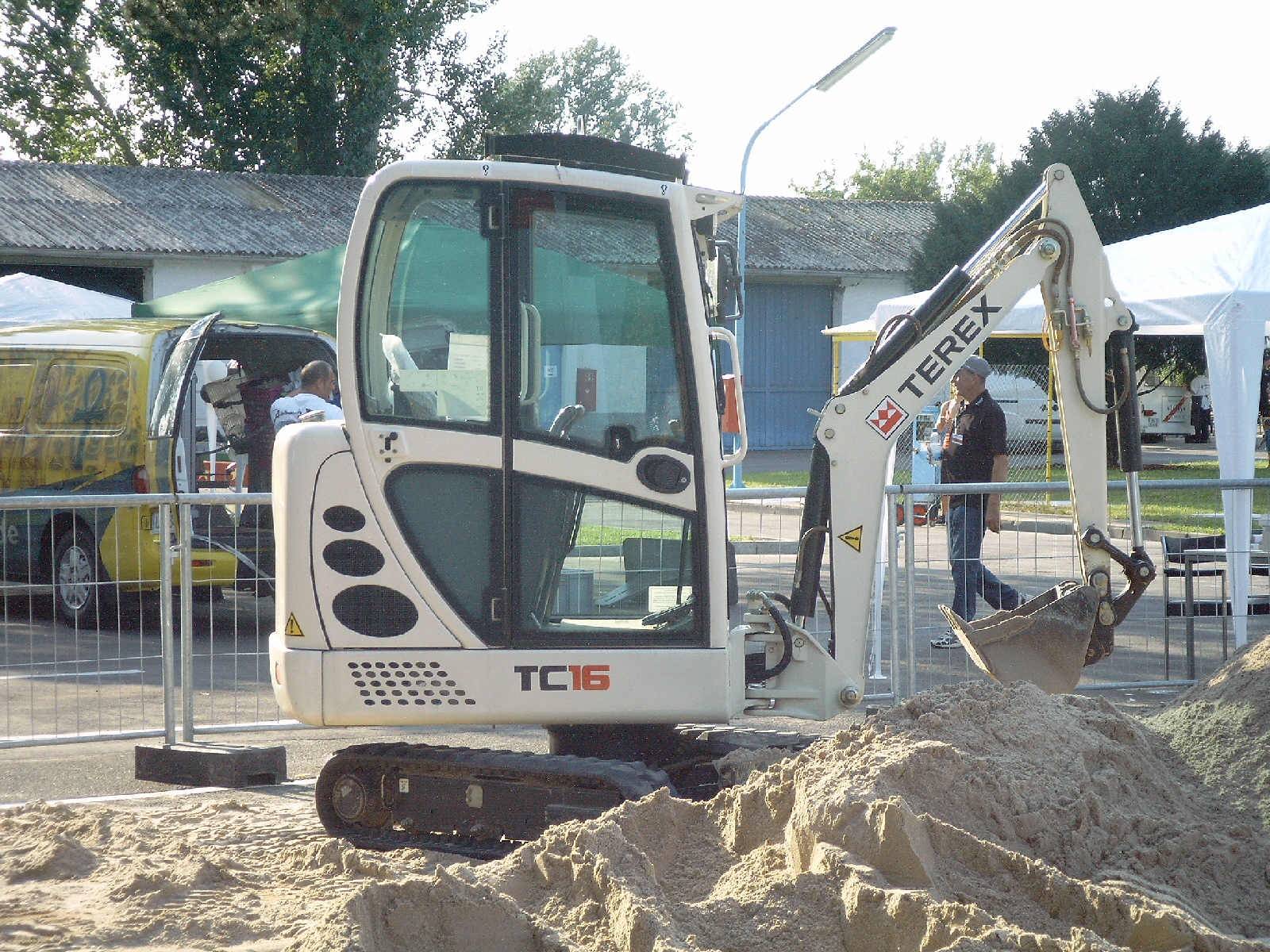

Выручка компании по US GAAP за 2010 год составила $4,42 млрд, чистая прибыль — $362,5 млн.